# Alcantara (Cebu)
Alcantara é um município de  quinta classe de renda municipal (d) na província Cebu, nas Filipinas. De acordo com o censo de 1 de maio  de  2020 possui uma população de 16 910 pessoas e 4 384 domicílios.